# Haptonema
Haptonema (en plural haptonemes o haptonemata) és un orgànul apical constituït pel reticle endoplasmàtic i envoltat de membrana plasmàtica que apareix als Haptòfits.
La seva funció és per unir, per l'alimentació o per a respostes d'evitació.